# 巴勒斯坦軍團
巴勒斯坦軍團（英語：Palestine Regiment），又稱以色列地軍團（希伯來語：‎），是英國陸軍的一個步兵團，成立於1942年。第二次世界大戰期間，軍團被部署至上埃及和昔蘭尼加，大部分工作為警衛任務。有軍團成員在班加西與德軍激戰時陣亡。軍團由猶太裔及阿拉伯裔軍人組成，在巴勒斯坦託管地應徵入伍。1944年起，巴勒斯坦軍團中的猶太支隊改組擴建為猶太旅。該旅曾作為盟軍參加第二次世界大戰。

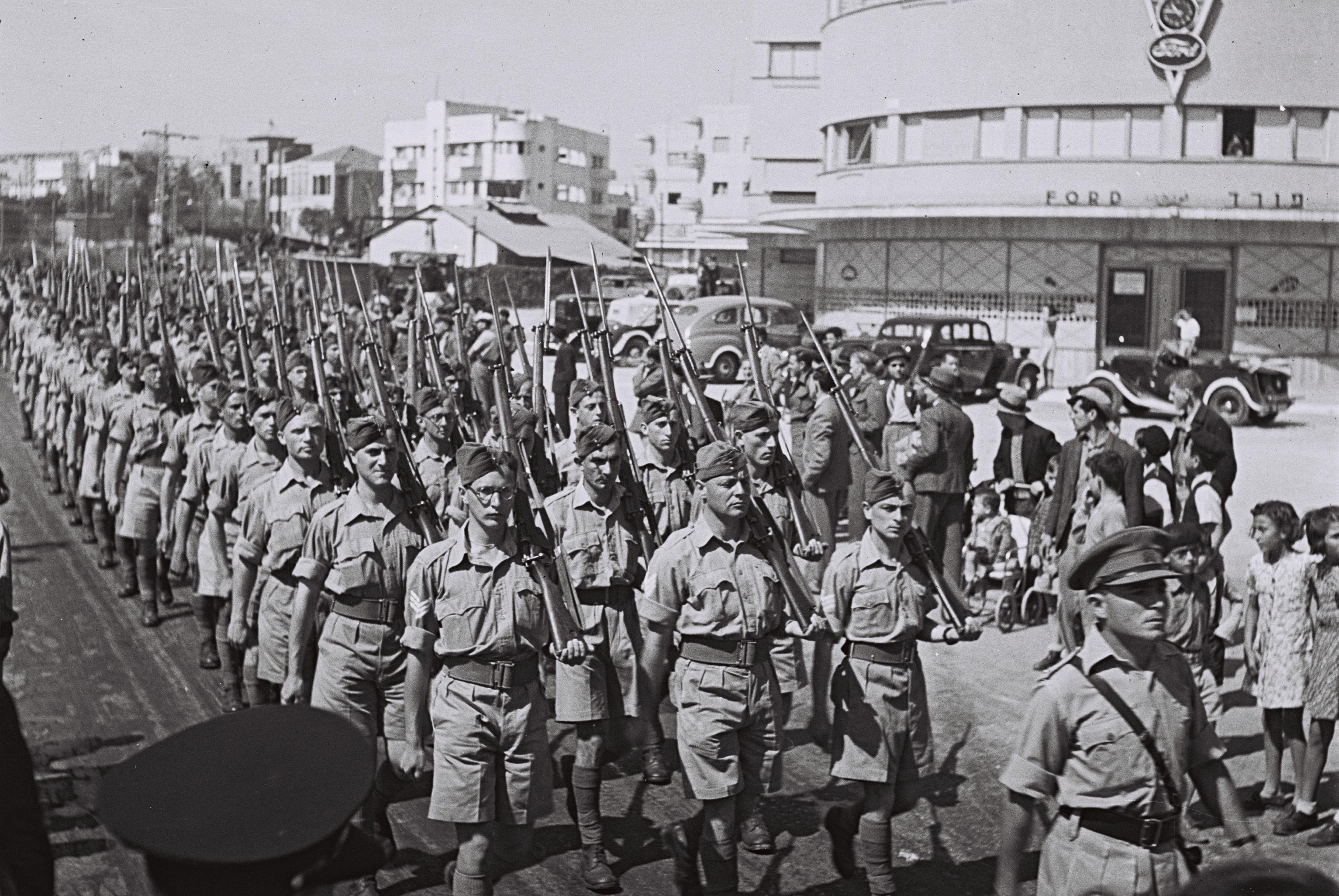
1942年9月27日猶太軍人節儀式中巴勒斯坦軍團行進